# Тимофеевка альпийская
Тимофе́евка альпи́йская (лат. Phléum alpínum) — вид травянистых растений рода Тимофеевка (Phleum) семейства Злаки (Poaceae).

## Ботаническое описание

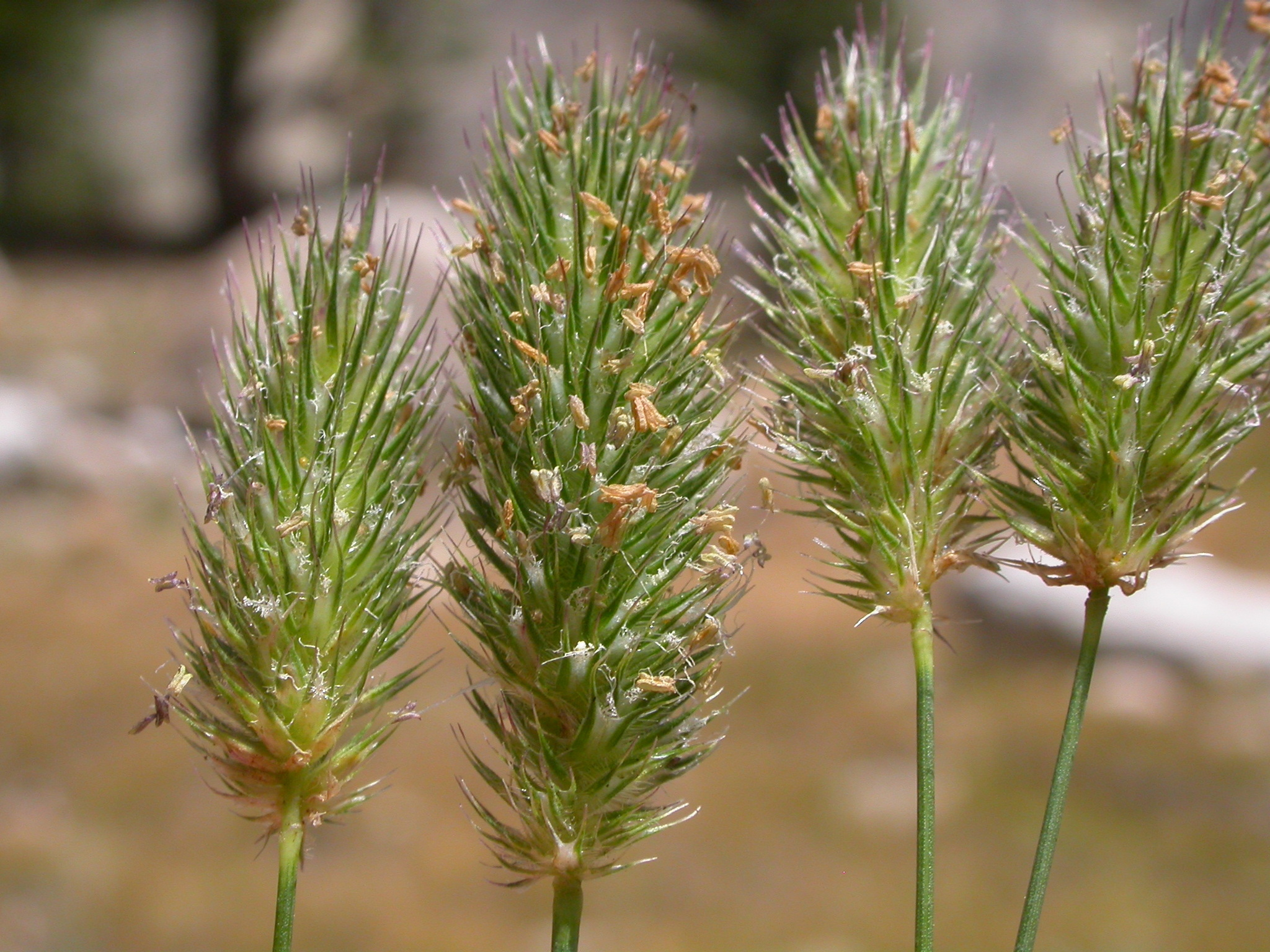
Соцветия

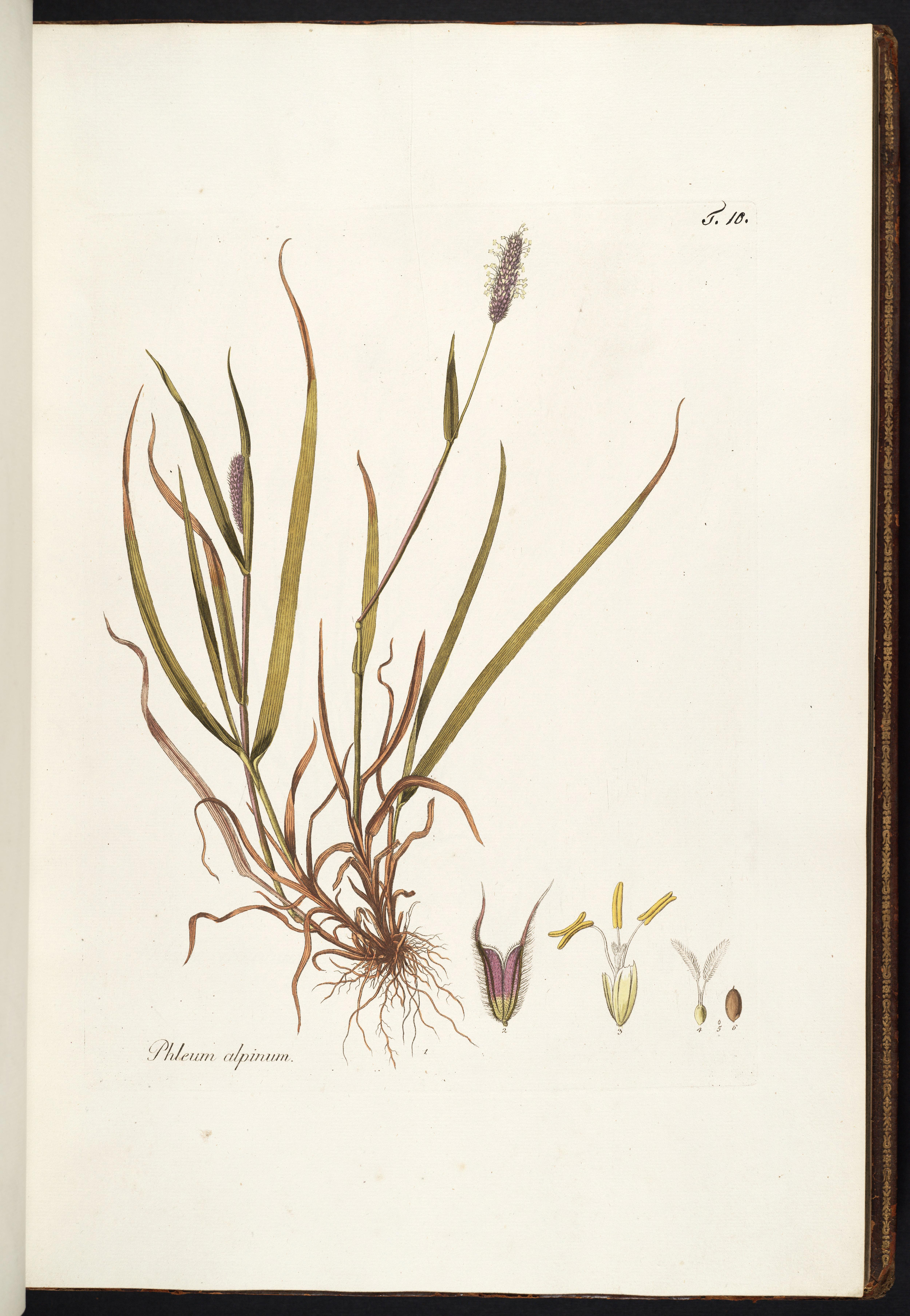

Многолетнее растение. Корневище недлинное, ползучее, 3—4 мм толщиной, с короткими побегами. Стебли невысокие, при основании восходящие, затем прямостоячие, 10—40 см высотой и около 1,5 мм толщиной. Листья значительно короче стебля, плоские, недлинно заострённые, 3—6 мм шириной; влагалища их нередко покрашенные в фиолетово-серый цвет, самое верхнее — довольно сильно вздутое. Язычок тупой, 2—3 мм длиной.
Соцветие темноватое, продолговато-овальное или овально-цилиндрическое, 1,5—3, редко до 4 см длиной и 6—9 мм шириной. Колоски сидячие или почти сидячие на стержне соцветия, с широкой, полого, обыкновенно под тупым углом, обрезанной выемкой между остями; колосковые чешуйки в сложенном виде линейно-продолговатые, кроме остей 3—3,5 мм длиной и около 1 мм шириной, на верхушке слегка накосо обрезанные и со спинки почти вдруг переходящие в тонко-шиловидную ость 1,5—2 мм длиной; на спинке они зеленоватые и усаженные обыкновенно по всей длине — до основания остей, а иногда и в нижней части этих последних, длинными (около 1 мм) щетиновидными ресничками; в остальной части они плёнчатые и обыкновенно, равно как и ость, серовато-фиолетовые. Прицветные чешуйки почти вдвое короче колосковых, плёнчатые, с продольными жилками, на верхушке плоско обрезанные и слегка зазубренные; из них наружная много шире внутренней, в расправленном виде почти квадратная, около 1⅔ мм длиной и 1½ мм шириной. Зерновка продолговато-овальная, около 2 мм длиной и ⅔ мм шириной. 2n=28.

## Распространение и экология
Евразия, Северная и Южная Америка. Свойственна полярно-арктической и альпийской областям, преимущественно нижней её зоне близ лесного предела, где растет на альпийских лугах, по берегам горных ручьев и озёр; изредка поднимается выше — до альпийских тундр; по горным речкам спускается иногда много ниже лесного предела.

## Значение и применение
Ценное кормовое растения для всех видов сельскохозяйственных животных. Поедается всеми видами домашнего скота. Северным оленем (Rangifer tarandus) хорошо поедается в молодом состоянии, позднее поедается плохо. По наблюдениям в Кабардино-Балкарии поедается западнокавказским туром (Capra caucasica). Рекомендуется для создания искусственных сенокосов и посева на альпийских пастбищах.

## Синонимы
- Phleum alpinum var. ambiguum Beck (1890)
- Phleum alpinum var. americanum E.Fourn. (1886)
- Phleum alpinum f. bracteolatum Dans. (1945)
- Phleum alpinum var. commutatum (Gaudin) Boiss. (1884)
- Phleum alpinum subsp. commutatum (Gaudin) K.Richt. (1890)
- Phleum alpinum var. foliosum Reut. (1861)
- Phleum alpinum var. nigricans Schur (1858)
- Phleum alpinum var. parviceps Briq. (1910)
- Phleum alpinum subsp. rhaeticum Humphries (1978)
- Phleum alpinum var. scribnerianum Pomel (1899)
- Phleum alpinum var. subcapitatum Schur (1866)
- Phleum alpinum f. subcapitatum (Schur) Serb. & Nyár. (1972)
- Phleum alpinum var. tenue Trin. (1824), pro syn.
- Phleum arcticum Giesecke ex Lange (1880), pro syn.
- Phleum capitatum Scop. (1771)
- Phleum commutatum Gaudin (1808)
- Phleum commutatum var. americanum (E.Fourn.) Hultén (1968)
- Phleum geniculatum Bellardi ex Vitman (1789)
- Phleum gerardii Panz. (1810), nom. illeg.
- Phleum haenkeanum J.Presl (1830)
- Phleum mouterdei A.Camus (1955), nom. superfl.
- Phleum nigricans Willd. ex Trin. (1840), pro syn.
- Phleum ovatum Jacquem. ex Hook.f. (1896), pro syn.
- Phleum parviceps (Briq.) Rouy (1913)
- Phleum pratense var. alpinum (L.) Schreb. (1769)
- Phleum pratense subsp. alpinum (L.) Celak. (1867)
- Phleum rhaeticum (Humphries) Rauschert (1979)
- Phleum subalpinum Brügger (1888)
- Phleum vaginatum Sennen (1927), nom. nud.
- Plantinia alpina (L.) Bubani (1901)
- Plantinia tournefortii Bubani (1901)